# Cremastobombycia lantanella
Cremastobombycia lantanella är en fjärilsart som beskrevs av August Busck 1910. Cremastobombycia lantanella ingår i släktet Cremastobombycia och familjen styltmalar. Inga underarter finns listade i Catalogue of Life.